# Guilty Gear Strive
Guilty Gear Strive (ギルティギア ストライヴ Giruti Gia Sutoraivu?) es un videojuego de lucha desarrollado por Arc System Works para Arcades, PlayStation 4, PlayStation 5 y Microsoft Windows. El juego fue adaptado a más plataformas hasta el momento.
Es la sexta entrega de la saga principal de Guilty Gear. La fecha de lanzamiento del juego fue el 11 de junio de 2021.
Una adaptación a serie de anime, producida por el estudio Sanzigen, conocido como (Guilty Gear Strive: Dual Dulers) se estrenó el 5 de abril de 2025 exclusivamente en Japón. Aún no hay fecha de estreno ni quien distrubuirá ni quién doblará la serie para Latinoamérica o España. 

## Descripción
Según la web oficial de Guilty Gear Strive, el juego trata de que "Después de derrotar la amenaza conocida como Voluntad Universal , Sol Badguy disfrutó de un breve momento de paz ...
Hasta que escuchó la impactante noticia.
Asuka R. Kreutz, conocido como " Ese hombre " que dejó su huella como el peor criminal de toda la historia al crear Gears e iniciar las Cruzadas , se rindió al gobierno de Estados Unidos. El hombre que lo convirtió en un Gear ... mientras Sol ahora buscaba vengarse de él, una vez fue un amigo cercano.
Intentando adivinar las verdaderas intenciones de Asuka, Sol se puso de pie con su arma en la mano.
... ¡Por fin había llegado el momento de decidir su destino con Asuka R. Kreutz!"

## Personajes
El juego base del juego incluye 15 personajes jugables. Otros cinco luchadores fueron añadidos como contenido descargable en el pase de contenido adicional 1.
- Anji Mito
- Axl Low
- Baiken (DLC)
- Chipp Zanuff
- Faust
- Giovanna
- Goldlewis Dickinson (DLC)
- Happy Chaos (DLC)
- I-No
- Jack-O' Valentine (DLC)
- Ky Kiske
- Leo Whitefang
- Lucyna "Lucy" Kushinada (DLC)
- May
- Millia Rage
- Nagoriyuki
- Potemkin
- Ramlethal Valentine
- Sol Badguy
- Testament
- Zato-1

## Recepción
Durante la fase beta del juego, el título recibió críticas generalmente positivas por parte de la comunidad de jugadores, debido especialmente por su sistema de rollback netcode. En su lanzamiento el juego fue recibido con excelentes críticas por parte de los analistas.

## Adaptación al anime
El 14 de junio de 2024 se anunció una adaptación de la serie de televisión de anime titulada Guilty Gear Strive: Dual Rulers. La serie está producida por Sanzigen y dirigida por Shigeru Morikawa, con Seiji Mizushima como productor asociado y Norimitsu Kaihō supervisando y escribiendo los guiones de la serie. La serie se estrenó el 5 de abril de 2025 en Tokyo MX y ABC TV. El tema de apertura es "AXCLUSION", interpretado por ulma sound junction. Crunchyroll obtuvo la licencia de la serie fuera de China, Corea del Sur y Japón.